# Kloster Himmelwitz

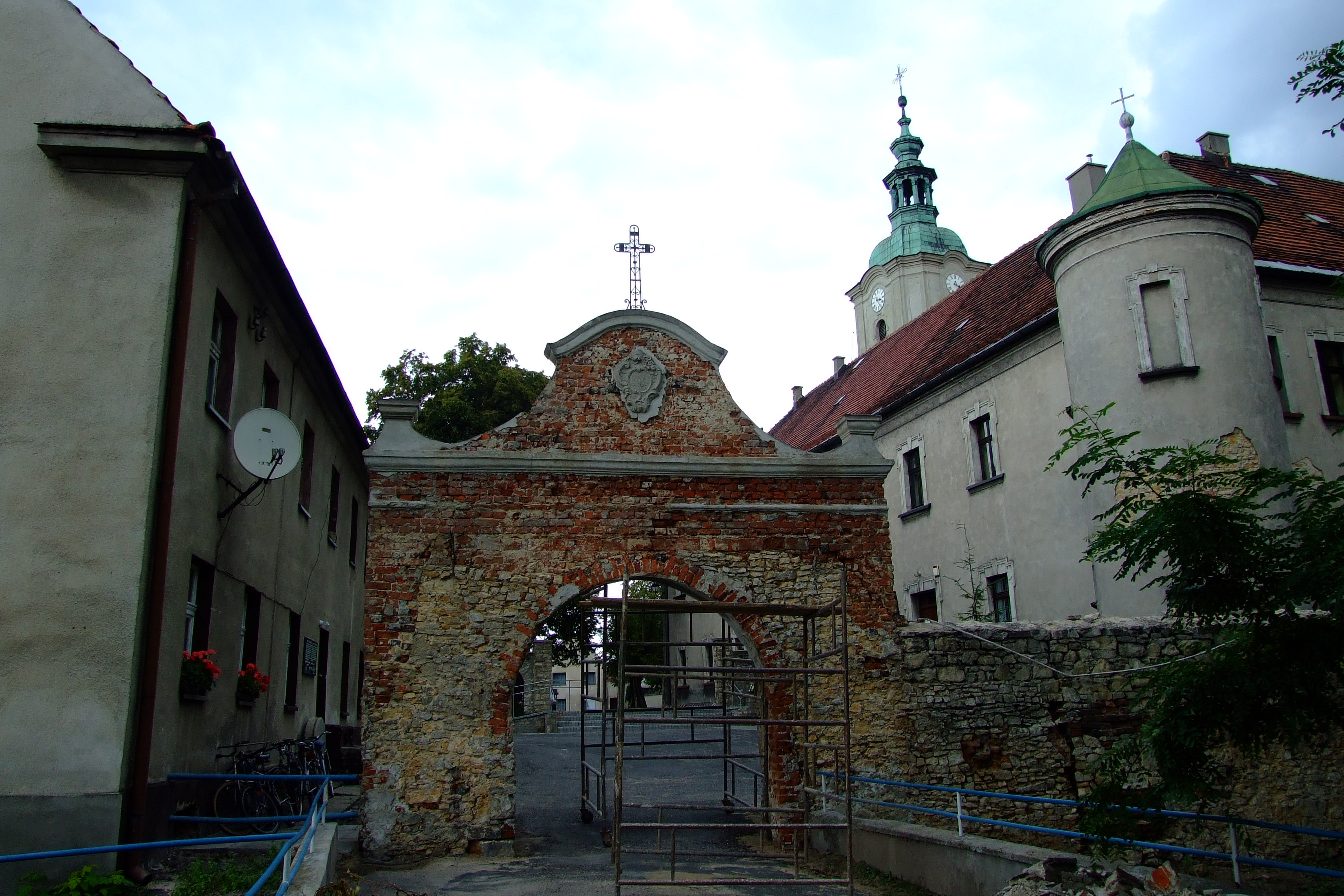
Klostereingang

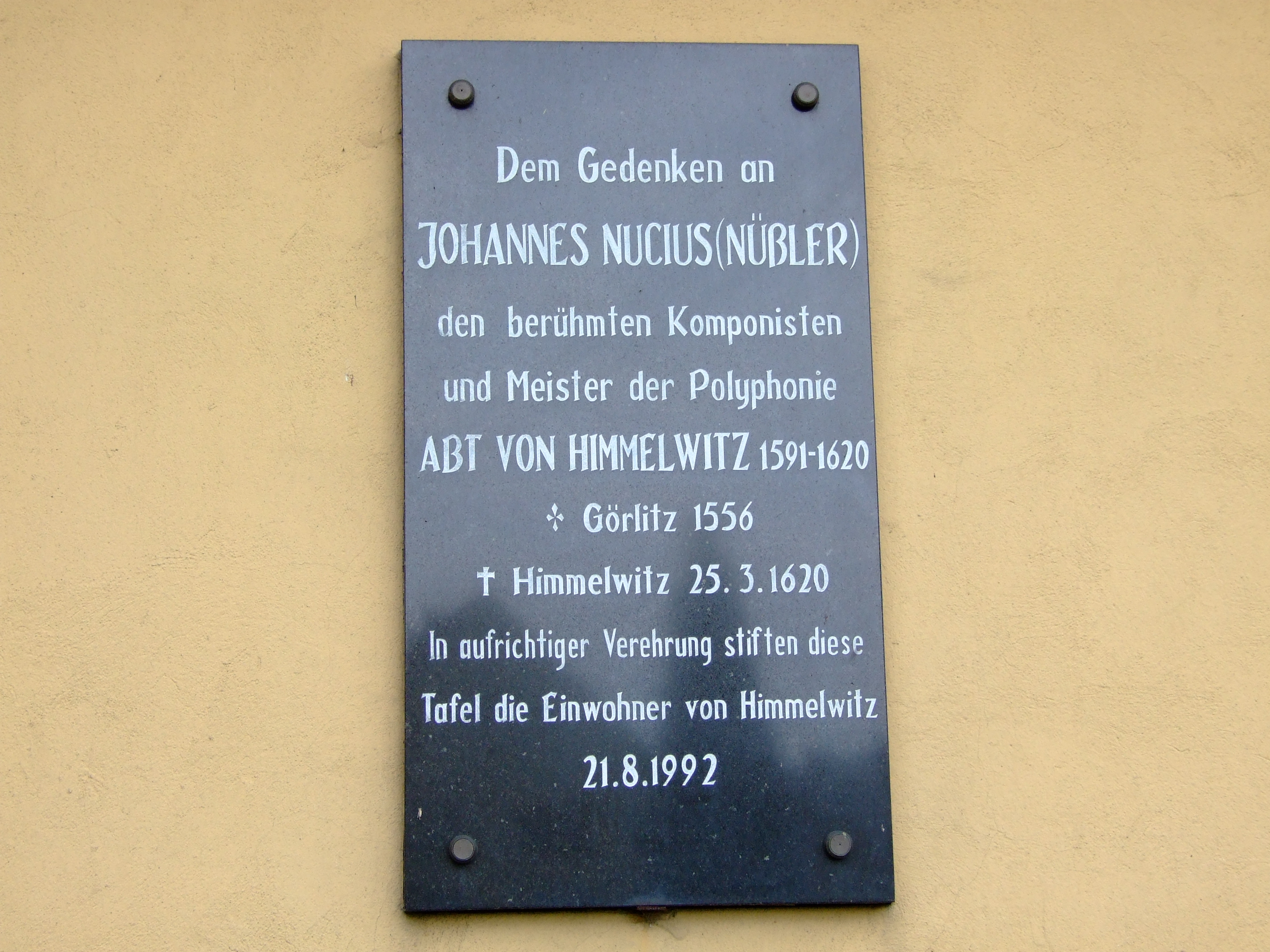
Deutschsprachige Gedenktafel für Johannes Nucius

Das Kloster Himmelwitz (polnisch Klasztor Cystersów w Jemielnicy, lateinisch Abbatia Gemelnicum) ist eine ehemalige Abtei der Zisterzienser in der Landgemeinde Jemielnica im Powiat Strzelecki der Woiwodschaft Opole in Polen. Es liegt rund 41 km südöstlich von Opole (Oppeln).

## Geschichte
Das Kloster Himmelwitz wurde als Tochter von Kloster Rauden aus der von der Primarabtei Morimond über Kloster Jędrzejów ausgehenden Filiation gegründet. Es war die 687. Ordensgründung als Mönchsabtei. Sie wurde 1282 durch den Oppelner Herzog Boleslaw I. gestiftet und vermutlich zwischen 1286 und 1289 vom Kloster Rauden aus besiedelt. Wie dieses gehörte es zunächst zur Zisterzienserprovinz Kleinpolen. 1616 wurden beide Stifte der neu errichteten Ordensprovinz Schlesien angegliedert. Große Bedeutung erlangte der in Görlitz geborene Abt Johannes Nucius (seit 1591; † 1620), der durch sein kompositorisches und musiktheoretisches Werk zu den Begründern der musikalisch-rhetorischen Formenlehre gehört. Um 1750 wurde eine Lateinschule eröffnet. Im Zuge der Säkularisation wurde das Kloster Himmelwitz 1810 durch den preußischen Staat aufgelöst. 1826 wurde das Klostergut vom Grafen Andreas Maria Renard auf Groß Strehlitz erworben. Die Stiftskirche, deren Altargemälde Michael Willmann schuf, diente ab 1810 als Pfarrkirche für den Ort Himmelwitz.

## Bauten und Anlage
Die Kirche Maria Himmelfahrt (Wniebowzięcia NMP) war ursprünglich ein Holzbau. Im 13./14. Jahrhundert wurde eine spätestgotische querschifflose Basilika, ein verputzter Bruchstein- und Backsteinbau, errichtet. Das Mittelschiff ist mit einem 5/8-Schluss geschlossen, das Langhaus hat acht Joche. Nach mehreren Bränden wurde sie 1738 bis 1740 durch den Jägerndorfer Baumeister Ferdinand Gans erweitert und im Stil des Barock umgestaltet. Sie erhielt einen eingezogenen Westturm mit einer barocken Haube. Im Norden weist sie eine ovale Kapelle (Josephskapelle) aus dem Jahr 1714 beim Chor auf. Den Hauptaltar schuf 1734 Christian Philipp Bentum, die zwei Seitenaltäre sind aus dem Jahr 1740. Im Langhaus stehen an den Pfeilern acht Rokokoaltäre aus der zweiten Hälfte des 18. Jahrhunderts. Der Altar im Abschluss des Südschiffs ist Spätbarock.
Die rechts von der Kirche gelegene zweigeschossige Klosteranlage ist über eine in der Mitte des Langhauses gelegene Sakristei mit gotischem Portal mit der Kirche verbunden. Sie wurde nach einem Brand der ursprünglich hölzernen Anlage 1617 wieder aufgebaut und 1733 von Ferdinand Gans barock ausgebaut. Sie umschloss vierflügelig einen Innenhof; der Ostflügel wurde nach 1810 abgebrochen, ebenso einer von ursprünglich zwei Wehrtürmen.